# 애플 M2
애플 M2(Apple M2)는 애플이 설계한 중앙 처리 장치(CPU)와 그래픽 처리 장치(GPU)의 ARM 기반 시스템이다. 인텔 코어(Intel Core)에서 맥킨토시 데스크톱 컴퓨터, 노트북, 아이패드 프로 용으로 설계된 2세대 ARM 아키텍처이다. 애플은 2022년 6월 6일 WWDC에서 맥북 에어, 13인치 맥북 프로와 함께 M2를 발표했다. 애플 M1의 후속작이다. M2는 TSMC의 '향상된 5나노미터 기술' N5P 공정으로 만들어졌으며, 이전 세대 M1보다 25% 증가한 200억개의 트랜지스터를 포함하고 있으며, 최대 24기가바이트의 RAM과 2테라바이트의 저장공간으로 구성할 수 있다. 8개의 CPU 코어(성능 4개, 효율성 4개)와 최대 10개의 GPU 코어를 가지고 있다. M2는 또한 메모리 대역폭을 100 GB/s로 증가시킨다. 애플은 기존 M1 대비 CPU가 최대 18%, GPU가 최대 35% 향상됐다고 주장하고 있으며, 블룸버그통신은 M2 맥스에 CPU 코어 12개와 GPU 코어 38개가 포함될 것이라고 보도했다.
M2의 뒤를 이어 2023년 1월 전문가 중심의 M2 Pro 및 M2 Max 칩이 출시되었다. M2 Max는 M2 Pro의 고성능 버전으로 더 많은 GPU 코어와 메모리 대역폭, 더 큰 다이 크기를 갖추고 있다. 애플은 2023년 6월에 M2 Max 칩 2개를 하나의 패키지에 결합한 M2 Ultra를 출시했다.

## 설계

### CPU
M2에는 A15 Bionic에서 처음 선보인 4개의 고성능 "Avalanche" 코어와 4개의 에너지 효율 "Blizzard" 코어가 있어 ARM DynamIQ는 물론 인텔의 Alder Lake 및 Raptor Lake 프로세서와 유사한 하이브리드 구성을 제공한다. 고성능 코어에는 192KB의 L1 명령 캐시와 128KB의 L1 데이터 캐시가 있으며 16MB의 L2 캐시를 공유한다. 에너지 효율 코어에는 128KB L1 명령 캐시, 64KB L1 데이터 캐시 및 공유 4MB L2 캐시가 있다. 또한 GPU가 공유하는 8MB 시스템 수준 캐시도 있다. M2 Pro에는 10개 또는 12개의 CPU 코어가 있고 M2 Max에는 12개가 있다.

### GPU
M2에는 애플이 설계한 10코어(일부 기본 모델에서는 8코어) 그래픽 처리 장치(GPU)가 통합되어 있다. 각 GPU 코어는 16개의 실행 단위로 분할되며, 각 실행 단위에는 8개의 산술 논리 단위(ALU)가 포함되어 있다. 전체적으로 M2 GPU에는 최대 160개의 실행 유닛 또는 1280개의 ALU가 포함되어 있으며 최대 부동 소수점(FP32) 성능은 3.6 TFLOP이다.
M2 Pro는 19코어(일부 기본 모델의 경우 16개) GPU를 통합하고, M2 Max는 38코어(일부 기본 모델의 경우 30개) GPU를 통합한다. 전체적으로 M2 Max GPU에는 최대 608개의 실행 유닛 또는 4864개의 ALU가 포함되어 있으며 최대 부동 소수점(FP32) 성능은 13.6 TFLOPS이다.
M2 Ultra는 최대 9728개의 ALU와 27.2 TFLOPS의 FP32 성능을 갖춘 60 또는 76코어 GPU를 갖추고 있다.

### 메모리
M2는 프로세서의 모든 구성 요소가 공유하는 통합 메모리 구성에서 6,400MT/s LPDDR5 SDRAM을 사용한다. SoC와 RAM 칩은 시스템 인 패키지(system-in-a-package) 설계로 함께 장착된다. 8GB, 16GB 및 24GB 구성을 사용할 수 있다. 100GB/s 대역폭의 128비트 메모리 버스가 있으며 M2 Pro, M2 Max 및 M2 Ultra는 각각 약 200GB/s, 400GB/s 및 800GB/s를 갖는다.

### 기타 기능
M2에는 초당 15조 8천억 개의 작업을 실행할 수 있는 16코어 Neural Engine의 전용 신경망 하드웨어가 포함되어 있다. 다른 구성 요소로는 이미지 신호 프로세서, PCIe 스토리지 컨트롤러, Secure Enclave 및 Thunderbolt 3(Mac mini의 Thunderbolt 4) 지원을 포함하는 USB4 컨트롤러가 있다. M2 Pro 및 Max는 Thunderbolt 4를 지원한다.
M2에서 지원되는 코덱에는 8K H.264, 8K H.265(8/10비트, 최대 4:4:4), 8K 애플 ProRes, VP9 및 JPEG가 포함된다.

## 애플 M2 시리즈를 사용하는 제품

### M2
- MacBook Air (13인치, M2, 2022)
- MacBook Air (15인치, M2, 2023)
- MacBook Pro (13인치, M2, 2022)
- iPad Pro (11인치, 4세대) (2022)
- iPad Pro (12.9인치, 6세대) (2022)
- 맥 미니 (2023)
- 애플 비전 프로 (2024)

### M2 Pro
- MacBook Pro (14인치 및 16인치, 2023)
- 맥 미니 (2023)

### M2 Max
- MacBook Pro (14인치 및 16인치, 2023)
- 맥 스튜디오 (2023)

### M2 Ultra
- 맥 스튜디오 (2023)
- 맥 프로 (2023)

## 종류
아래 표는 "Avalanche" 및 "Blizzard" 마이크로아키텍처를 기반으로 하는 다양한 SoC를 보여준다.
| 종류         | CPU 코어 (P+E)* | GPU 코어 | GPU EU | 그래픽스 ALU | 뉴럴 엔진 코어 | 메모리 (GB) | 메모리 대역폭 (GB/s) | 트랜지스터 수 |
| ------------ | --------------- | -------- | ------ | ------------ | -------------- | ----------- | -------------------- | ------------- |
| A15 바이오닉 | 5 (2+3)         | 5        | 80     | 640          | 16             | 4           | 34.1                 | 15 billion    |
| A15 바이오닉 | 6 (2+4)         | 4        | 64     | 512          | 16             | 4           | 34.1                 | 15 billion    |
| A15 바이오닉 | 6 (2+4)         | 5        | 80     | 640          | 16             | 4-6         | 34.1                 | 15 billion    |
| M2           | 8 (4+4)         | 8        | 128    | 1024         | 16             | 8–24        | 102.4                | 20 billion    |
| M2           | 8 (4+4)         | 10       | 160    | 1280         | 16             | 8–24        | 102.4                | 20 billion    |
| M2 Pro       | 10 (6+4)        | 16       | 256    | 2048         | 16             | 16–32       | 204.8                | 40 billion    |
| M2 Pro       | 12 (8+4)        | 16       | 256    | 2048         | 16             | 16–32       | 204.8                | 40 billion    |
| M2 Pro       | 19              | 304      | 2432   |              | 16             | 16–32       | 204.8                | 40 billion    |
| M2 Max       | 12 (8+4)        | 30       | 480    | 3840         | 16             | 32–96       | 409.6                | 67 billion    |
| M2 Max       | 12 (8+4)        | 38       | 608    | 4864         | 16             | 32–96       | 409.6                | 67 billion    |
| M2 Ultra     | 24 (16+8)       | 60       | 960    | 7680         | 32             | 64–192      | 819.2                | 134 billion   |
| M2 Ultra     | 24 (16+8)       | 76       | 1216   | 9728         | 32             | 64–192      | 819.2                | 134 billion   |

* (성능 + 전력 효율성)

## 같이 보기
- 애플이 설계한 프로세서
- 애플 실리콘
- 애플 A15
- 로제타 (소프트웨어)
- 유니버설 바이너리
- CPU 유형별 매킨토시 모델 목록